# Сергино (Качановская волость, у д. Горбунова Гора)
Сергино (латыш. Sergina) — деревня в Палкинском районе Псковской области России.
Входит в состав Родовской волости. C 1920 до 1944 гг. входила в состав Яунлатгальского (Абренского) уезда Латвии.
Расположена в 35 км к югу от посёлка Палкино. На юге примыкает к деревне Горбунова Гора.
Население — 61 человек (2000 год).